# ديفيد غوستافسون
ديفيد غوستافسون (بالسويدية: David Gustafsson)‏ هو لاعب هوكي الجليد سويدي، ولد في 11 أبريل 2000 في Tingsryd ‏ في السويد.

## وصلات خارجية
- ديفيد غوستافسون على موقع دوري الهوكي الوطني (الإنجليزية)
- ديفيد غوستافسون على موقع EliteProspects.com (الإنجليزية)
- ديفيد غوستافسون على موقع Eurohockey.com (الإنجليزية)
- ديفيد غوستافسون على موقع HockeyDB.com (الإنجليزية)